# Kietlanka (powiat ostrowski)
Kietlanka – wieś sołecka w Polsce położona w województwie mazowieckim, w powiecie ostrowskim, w gminie Zaręby Kościelne.
W latach 1975–1998 miejscowość administracyjnie należała do województwa łomżyńskiego.
We wsi znajduje się przystanek kolejowy oraz kapliczka przydrożna z 1901 roku fundacji Kietlińskich.
Wierni Kościoła rzymskokatolickiego należą do parafii św. Stanisława Biskupa i Męczennika w Zarębach Kościelnych.

## Historia
13 maja 1863 miała miejsce bitwa pod Kietlanką. Powstańcy ulegli tu wojskom rosyjskim.

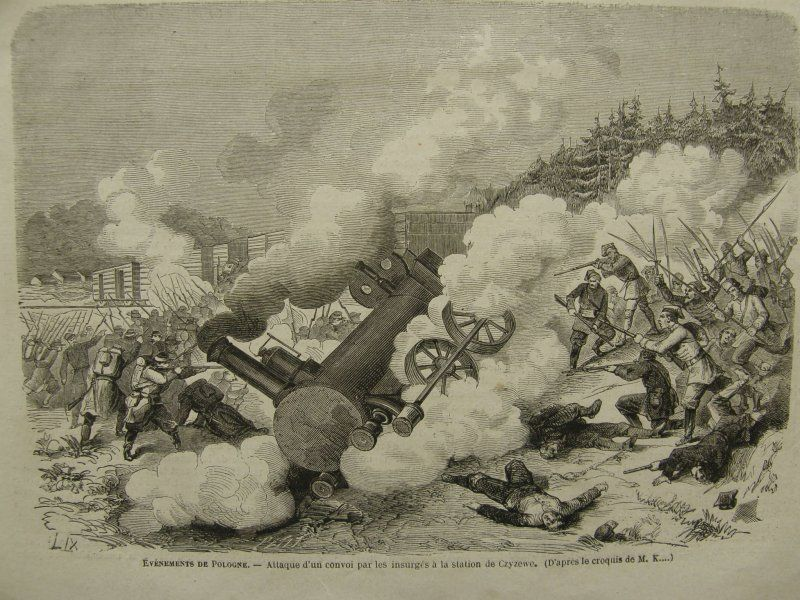
Napad powstańców na pociąg rosyjski pod Czyżewem w powiecie ostrowskim – Kietlanka 13 maja 1863 r.

W miejscowości znajduje się przystanek kolejowy Kietlanka (wyłączony z eksploatacji w 2005 roku).